# Norman Baquero
Norman Baquero (Caracas, Venezuela, 21 de julio de 1983) es un futbolista venezolano. Juega de defensa y su actual equipo es el ACD Lara.

## Biografía
Debutó en el Carabobo FC en el año 2006 frente al Deportivo Italia y pronto se ganó la titularidad, otorgándole el número 2 en su camiseta.
En total en la Liga venezolana 2006/07 disputó 15 partidos, todos de titular, jugando 1337 minutos y recibiendo 1 tarjeta amarilla (1 partido en el Torneo Apertura 2006 y 14 partidos en el Torneo Clausura 2007).
El 16 de agosto de 2007 debutó en la Copa Sudamericana 2007 contra el Club Deportivo El Nacional con derrota de 1-0, disputando 76 minutos, siendo expulsado tras doble amarilla.
El 9 de septiembre de 2007 debutó en la Copa Venezuela de Fútbol 2007 contra el UCLA FC con victoria de 2-1, disputando los 90 minutos.
En total en la Copa Sudamericana 2007 disputó 1 partido de titular jugando 76 minutos, recibiendo 1 tarjeta roja (doble amarilla), siendo eliminados en la fase preliminar. En la Copa Venezuela de Fútbol 2007 disputó 3 partidos todos de titular jugando 239 minutos, siendo eliminados en los octavos de final contra el Caracas Fútbol Club.
En la Liga venezolana 2007/08 disputó 20 partidos (19 de titular), jugando 1739 minutos, recibiendo 3 tarjetas amarillas (3 partidos en el Torneo Apertura 2007 y 17 en el Torneo Clausura 2008).
En la Liga venezolana 2008/09 disputó 28 partidos (25 de titular), jugando 2423 minutos, recibiendo 3 tarjetas amarillas y 1 tarjeta roja (16 partidos en el Torneo Apertura 2008 y 12 en el Torneo Clausura 2009), quedando su equipo en la posición 16º ganando en la última jornada y salvando el descenso. En la Copa Venezuela de Fútbol 2008 disputó 5 partidos, sin marcar gol, jugando 450 minutos, recibiendo 1 tarjeta amarilla, quedando eliminados en los cuartos de final.

## Selección nacional

### Campeonato Sudamericano Sub-17
| Sudamericano Sub-17 | Sede    | Resultado    | PJ | Goles |
| ------------------- | ------- | ------------ | -- | ----- |
| Sudamericano 1999   | Ecuador | Primera fase | 3  | 0     |

- Disputó 3 partidos todos de titular contra Uruguay, Perú y Argentina, disputando 270 minutos, recibiendo 2 tarjetas amarillas, quedando de último lugar sin poder clasificar.

## Clubes
| Club                  | Temporada | Liga  | Liga  | Copa  | Copa  | Competición continental | Competición continental | Total | Total |
| Club                  | Temporada | Part. | Goles | Part. | Goles | Part.                   | Goles                   | Part. | Goles |
| --------------------- | --------- | ----- | ----- | ----- | ----- | ----------------------- | ----------------------- | ----- | ----- |
| Carabobo FC Venezuela | 2006/07   | 15    | 0     | -     | -     | 1                       | 0                       | 16    | 0     |
| Carabobo FC Venezuela | 2007/08   | 20    | 0     | 3     | 0     | -                       | -                       | 23    | 0     |
| Carabobo FC Venezuela | 2008/09   | 28    | 0     | 5     | 0     | -                       | -                       | 33    | 0     |
| Total                 |           | 63    | 0     | 8     | 0     | 1                       | 0                       | 72    | 0     |
| Totales de su carrera |           | 63    | 0     | 8     | 0     | 1                       | 0                       | 72    | 0     |

### Competiciones
| Competiciones     | PJ | Goles |
| ----------------- | -- | ----- |
| Liga Venezolana   | 63 | 0     |
| Copa Venezuela    | 8  | 0     |
| Copa Sudamericana | 1  | 0     |
| Total de Carrera  | 72 | 0     |

- Datos: Q6045001